# Монастырь Чудотворения
Монастырь Чудотворения (арм. Սքանչելագործ վանք; также известный как монастырь Ардзге (Адилджеваз) и Сурб Ерашкавор) — армянский монастырь VIII века, располагавшийся севернее озера Ван, в 3.5 км к северо-западу от Адилджеваза провинции Битлис Турции. Был разграблен и сожжен в 1896 году во время хамидийской резни и заброшен после геноцида 1915 года. В настоящее время находится в руинах.

## История
В монастыре находились реликвии, которые, как считалось, обладали способностью излечивать болезни. Это объясняет его более позднее название Сканчэлагоргиванк — «Монастырь Чудес».
Самое раннее упоминание о монастыре относится к VIII веку, когда в нём пребывал Ваган из Гохтена. Он являлся сыном местного армянского правителя, которого арабы увезли в Сирию, воспитав как мусульманина. Спустя время он был возвращён в Армению для управления территорией под арабским сюзеренитетом. Но, по возвращении, он, отказавшись от ислама, вернулся в христианство и поселился в скит, называемый Ерашхавор, располагающийся по соседству с Адилджевазом. Арабы об этом узнали и Ваган мученически умер около 737 года.
С XIV по XVII века монастырь неоднократно упоминался как скрипторий. Было установлено, что здесь было создано около 20 рукописей. В XVII веке церковь и её притвор были отремонтированы или перестроены архиепископом Симеоном, возможно, после землетрясения 1648 года. Как и многие другие армянские учреждения, монастырь был разграблен и сожжен в 1896 году во время хамидийской резни. Курды разграбили монастырь и сожгли притвор. В начале XX века монастырь был перестроен, однако после 1915 года перестал действовать. Последним настоятелем монастыря был отец Магар.

## Устройство монастыря
Монастырь состоял из:
- церкви Святого Знамения, перестроенный в XVII веке;
- притвора, образующего с церковью единый блок размером 15,3 × 7,1 м;
- огороженной территории с хозяйственными постройками;
- многочисленными земляными владениями[1].